# سمكة بمبل بي

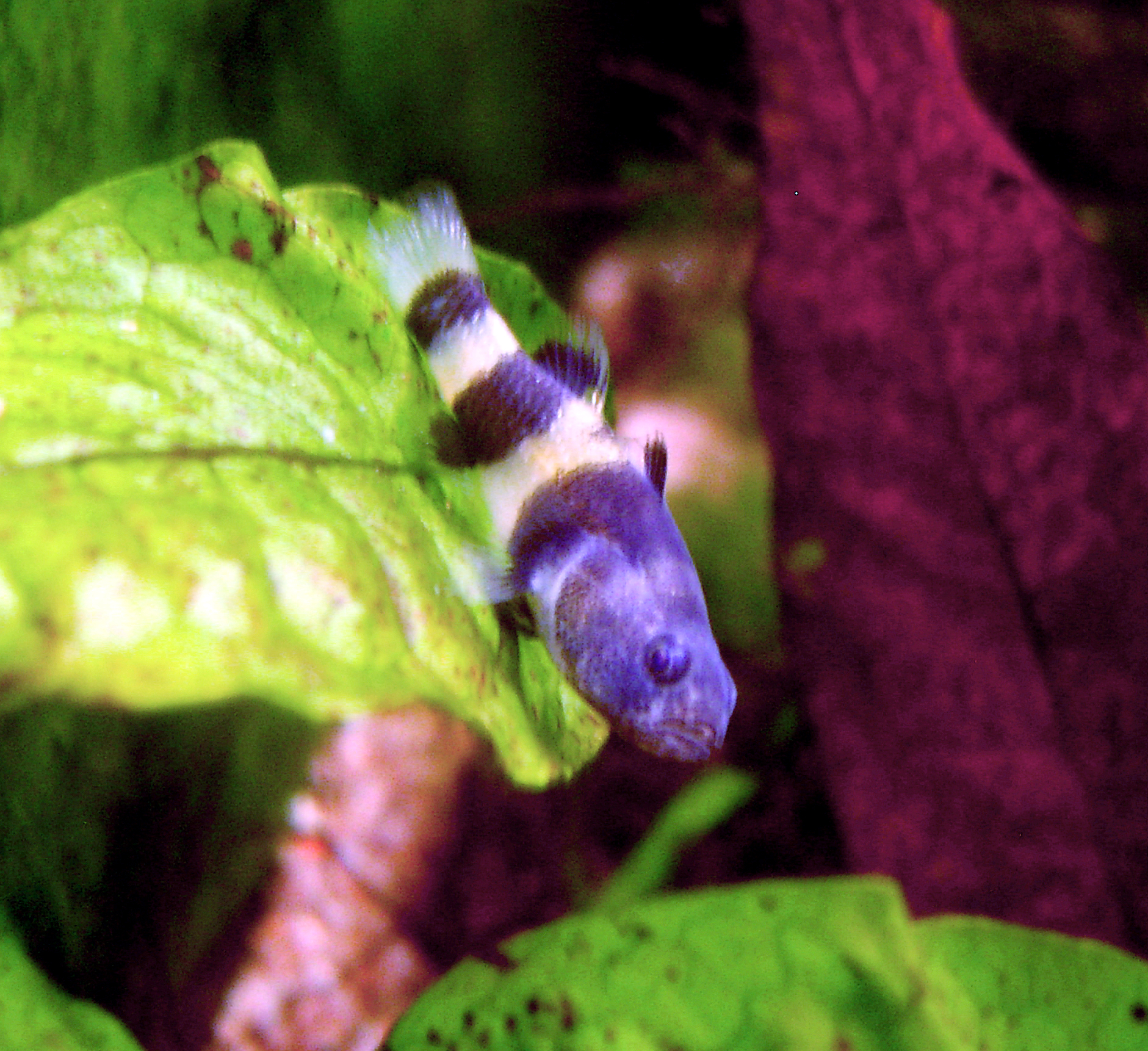

سمكة بمبل بي (باللاتينية: Brachygobius xanthozonus)، (بالإنجليزية: Bumblebee fish) تنتمي لعائلة en:Gobiidae ، وهي سمكة صغيرة طولها 4 سم .